# Caligus tylosuri
Caligus tylosuri is een eenoogkreeftjessoort uit de familie van de Caligidae. De wetenschappelijke naam van de soort is voor het eerst geldig gepubliceerd in 1956 door Rangnekar.